# سيرهي ياكوفينكو
سيرهي ياكوفينكو (بالأوكرانية: Яковенко Сергій Сергійович)‏ هو لاعب كرة قدم ومدرب كرة قدم أوكراني في مركز الوسط، ولد في 10 مايو 1975 في خاركيف في أوكرانيا. لعب مع أرسنال تولا وأمكار بيرم وبالتيكا كالينينغراد وروبين قازان ونادي بارتيزان مينسك ونادي ميتاليست خاركيف.

## وصلات خارجية
- سيرهي ياكوفينكو على موقع اتحاد أوكرانيا (الإنجليزية)
- سيرهي ياكوفينكو على موقع قاعدة بيانات كرة القدم.إي يو (الإنجليزية)
- سيرهي ياكوفينكو على موقع Soccerway.com (الإنجليزية)